# باشگاه بانوان فرمانبردار
باشگاه بانوان فرمانبردار (به انگلیسی: The Obedient Wives Club) یک گروه میان‌کشوری بر پایه دین اسلام است که مدعی است با آموزش فرمانبرداری از شوهر به زنان در پی آن است تا زندگی خانوادگی بهتری را فراهم کند. این سازمان که هم‌اکنون بیش از ۳٬۰۰۰ عضور دارد در کشورهایی همچون مالزی، اندونزی، سنگاپور، استرالیا، قزاقستان، و اردن فعالیت می‌کند و در نظر دارد شعبه‌هایی هم در کشورهای فرانسه و انگلستان در سال ۲۰۱۳ ایجاد کند. این سازمان در اکتبر سال ۲۰۱۱ کتاب بحث برانگیزی به نام سکس اسلامی، چنگ با یهودیان تا بازگشت سکس اسلامی به جهان را منتشر کرد که در آن بانوان تشویق می‌شوند که همچون «فاحشه‌های طراز اول» رفتار کنند تا شوهرانشان منحرف نشوند. در حال حاضر انتشار این کتاب در اندونزی و مالزی ممنوع است. با وجود آنکه این کتاب تنها در دسترس اعضای سازمان بانوان فرمانبردار است
قسمت‌هایی از آن که در فضای مجازی منتشر شده بسیار بحث‌برانگیز شده‌است.

## تاریخچه
یک شرکت تجاری به نام گلوبال اخوان به تاریخ سوم ژوئیه ۲۰۱۱ نسختین شعبه از باشگاه زنان فرمانبردار را در کوالالامپور واقع در مالزی به راه انداخت که در آغاز بر آن بود تا کارمندان زن این شرکت را آموزش دهد تا همسرانی خوب برای شوهرانشان و همچنین کارمندانی مولد برای شرکت باشند و هدف اصلی آن این بود که نحوه نگرش زنان مسلمان را نسبت به رابطه جنسی در ازدواج تغییر دهد.
شرکت گلوبال اخوان همچنین یک باشگاه چندهمسری مناقشه برانگیز که رابطه نزدیکی با مذهب اسلامی الارقام داشت را نیز تأسیس کرده بود که در سال ۱۹۹۴ در مالزی ممنوع اعلام شد. باشگاه زنان فرمانبردار هر گونه تلاش برای تجدید سازمان الارقام را رد کرده‌است.
این گروه بر اساس دین اسلام پایه‌گذاری شده و پذیرای بانوان از هر مذهب و شاخه‌ای از اسلام است. این گروه اعدا می‌کند با طلاق، خشونت خانگی و هرگونه بیماری اجتماعی از طریق آموزش زنان برای ارضاء مردانشان، در حال مبارزه است. به گفته یکی از اعضای این گروه: “مردی که با زنی ازدواج کند که در بخت خواب به خوبی یا بهتر از یک فاحشه باشد، دلیلی برای خیانت ندارد. یک زن می‌بایستی نه تنها مانع گناه کردن شوهرش بشود، بلکه باید تمام تلاشش را بکند تا تمامی خواسته‌های شوهرش برآورده شود. ”

## مناقشه‌ها
گروه باشگاه زنان فرمانبردار در اکتبر ۲۰۱۱ کتابی ۱۱۵ صفحه‌ای در رابطه با آمیزش جنسی منتشر کرد که در آن به راهنمایی زنان در رابطه با تمامی جنبه‌های روحی و جسمی درگیر سکس پرداخته شده بود. این کتاب که سکس اسلامی، جنگ با یهودیان تا بازگشت سکس اسلامی به جهان (به انگلیسی: Islamic Sex, Fighting Jews to Return Islamic Sex to the World) نام دارد به سرعت بحث‌برانگیز شد. گروه‌های بی‌شماری همچون خواهران دراسلام، مجمع زنان محقق و کارا (یا به انگلیسی Association of Women for Action and Research) و شورای اسلامی سنگاپور کتاب را مورد انتقاد قرار داده و آن را توهینی به زن و مرد قلمداد کردند. این گروه‌ها به ویژه این باور باشگاه زنان فرمانبردار را مبنی بر آنکه زنان می‌بایست همچون «فاحشه‌های طراز اول» رفتار کنند تا ازدواج و خانواده‌شان را حفظ کنند را مورد انتقاد قرار داده‌اند. منتقدان بر این باورند که ارزش‌هایی که توسط این باشگاه ترویج می‌شوند، سبب شیءانگاری زنان شده و مسئولیت ناعادلانه‌ای را بر دوش آنان می‌گذارد. آنان همچنین اظهار می‌کنند که این عقاید باعث می‌شود ازدواج در اسلام تا سطح یک رابطه جنسی مبادله‌ای کاهش اهمیت داده شود. همان گونه که یکی از نمایندگان شورای اسلامی سنگاپور گفته: "پایداری خانواده بر مسائلی مهم‌تر از دریافت سکس رضایت‌بخش از طرف همسر استوار است." شهریزات جلیل، وزیر امور زنان، خانواده و رشد اجتماعی با بیان اینکه: «مرتبط دانستن وفاداری، خشونت خانگی و ارضاء نیازهای مردان با ظرفیت زنان برای مطیع بودن و تحریک جنسی … نه تنها باعث تحقیر زنان می‌شود، بلکه مردان را نیز تحقیر می‌نماید.»
همزمان با رونمایی از کتاب نمایشی که در آن به سکس اسلامی پرداخته شده بود، به روی صحنه رفت. اجراکنندگان در حالی که ابروان خود را بالا می‌انداختند اظهار داشتند که «سکس اسلامی خیلی بیشتر از سکس ممنوع یهودیان لذت‌بخش است».
دیگر گروه‌ها این کتاب را به سبب آنکه آمیزش جنسی گروهی را میان مرد و همسرانش تشویق می‌کند، مورد نقد قرار داده‌اند. با این حال باشگاه زنان فرمانبردار بر این عقیده است که این امری کاملاً روحانی میان زن و مرد است و واقعیت فیزیکی آن مد نظر نیست.
دولت مالزی در نوامبر ۲۰۱۱ انتشار این کتاب را در مالزی ممنوع اعلام کرد.

## مبانی اسلامی
باشگاه زنان فرمانبردار با اشاره به «تو [خدا] گفته‌ای که همه این کارها حلال، خالص، زیبا و همچون دعا [میان زن و مرد] است» اعتقاد دارد اسلام سکس را تنها از طریق ازدواج میان زن و مرد تشویق می‌کند.

## طرح‌های آینده
باشگاه زنان فرمانبردار دفتر اصلی خود را به شهر مکه در عربستان سعودی انتقال داد. اعضای باشگاه امیدوارند بتوانند آن را در کشورهای جنوب شرق آسیا گسترش دهند.